# 佐埃·德尔特拉普
佐埃·德尔特拉普（荷蘭語：Zoë Deltrap，2005年3月24日—），荷兰女子短道速滑运动员，2025年欧洲短道速滑锦标赛混合2000米接力银牌得主、2025年世界短道速滑锦标赛女子3000米接力铜牌得主。